# 谢尔盖·谢苗诺维奇·乌瓦罗夫
謝爾蓋·谢苗诺维奇·烏瓦羅夫（俄语：Серге́й Семёнович Ува́ров，1786年9月5日—1855年9月16日），鞑靼裔背景，是俄羅斯帝國的一位古典學家，也是尼古拉一世治下一位有影響力的政治家，擔任過教育大臣，在任時提出官方民族理論。

## 歷史生涯
歷史上烏瓦羅夫通過與拉祖莫夫斯基聯姻的關係，是出版過多部古希腊文学和考古学著作，以此令他在歐洲是享有盛譽。作為當時的一個堅定保守派，他還和亚历山大·冯·洪堡、杰曼·德·斯戴尔、约翰·沃尔夫冈·冯·歌德、利涅亲王夏尔-约瑟夫、尼古拉·米哈伊洛维奇·卡拉姆津、瓦西里·安德烈耶维奇·茹科夫斯基等人關係密切。烏瓦羅夫藉著在哥廷根學習的經驗，於1811～1822年期間，是策劃建立了圣彼得堡學區。
1832年時他任命為國家教育部副大臣，以接替他岳父阿列克谢·基里洛维奇·拉祖莫夫斯基伯爵。 而早於1811年時他已被選為俄羅斯科學院的榮譽成員，並於1818年起接掌院首一席直到離世為止。沙皇見於1825年十二月党人起义，便採取教育體制集權化以維護既有統治，意圖消除外國思想的威脅以及被其嘲笑為「偽知識」之物——不過烏瓦羅夫在相對秘密地推動学术自由和自治，提高學術水準及改善配套設施，並為中產階級開放了更高層級的教育。到1848年時由於沙皇懼怕在西方的政治動蕩可能引發歐洲的起義，便終結了烏瓦羅夫的創新活動。

## 思想實踐
烏瓦羅夫是提出了「正统、专制和民族」範式及對關聯的後來發展負有責任，這一理論則是其當時施行公共教育方針的基礎。據他所論，俄羅斯普通民眾 (narod) 對於皇帝是非常崇信及忠誠，所以東正教信仰和專制是無條件地作為俄羅斯自身存在所必需的基礎，民族性(Narodnost) 則被認為是遵循獨立民族傳統以及對抗外國影響的必要性。這一理論是堅稱是必須拒絕所謂西方思想——思想自由、人格自由、个人主义、理性主义，這些認定是被東正教信仰視為危險及叛變的理念。這三個概念當其時就被視為俄羅斯帝國的頂樑柱（pillar-walls）。他在實幹上就致力於對非貴族背景階層接觸教育做出限制，及強化對大學和文理中学的政府權威管控，時有格言「廢黜普加乔夫大學」（No university Pugachevs） 。如此是意味著只有一小部分俄羅斯人口（限於貴族階層，其中不少成員具有外國出身背景）才有獲得教育的機會; 對於俄羅斯非貴族階層而言幾乎是不可能擁有接觸教育的機會。以此而言，所謂Narodnost （民族性）是意味著俄羅斯普通人必須遠離教育 （西方影響）以保有普通人的純粹俄羅斯民族特徵。
以其理念所開設的諸大學，都是較小規模並受嚴密監視，尤其是被當局視為具潛在危險的哲學諸部門。這類大學的主要任務在於培訓出一個具忠誠度、強健體魄及男性化，並可免於公務活動女性化的高級官僚層 。

## 軼聞
烏瓦羅夫為人所知有過的情愛關係，是與米哈伊爾·亞曆山德羅維奇·東杜科夫-科薩科夫親王（Prince Mikhail Alexandrovich Dondukov-Korsakov）間發生，據普希金粗俗警句中所反映當時持續的傳言，當時是烏瓦羅夫和對方擁有著同性戀關係，才得以入職科學院。

## 延伸文獻
- Ouvaroff, M. (alternatively given as Sergei Semenovich Uvarov, or Sergey Uvarov, 1786-1855) (Translated from the French by J. D. Price) Essay on the Mysteries of Eleusis, London : Rodwell and Martin, 1817.
- Ouvaroff, Sergei, "Projet d'une Académie Asiatique," in Études de philologie et de critique. 2nd ed. (Paris: Didot Frères, 1845), 1-48